# Montagu William Graham
Lord Montagu William Graham (* 2. Februar 1807; † 21. Juni 1878) war ein britischer Politiker und Offizier.

## Leben
Er war der jüngste Sohn des James Graham, 3. Duke of Montrose (1755–1836), aus dessen zweiter Ehe mit Lady Caroline Maria Montagu (um 1717–1788), Tochter des George Montagu, 4. Duke of Manchester. Als Sohn eines Duke führte er seit Geburt das Höflichkeitsprädikat Lord.
Er besuchte ab 1820 das Eton College und trat 1825 als Ensign und Lieutenant der 2nd Foot Guards in die British Army ein. 1830 wurde er zum Lieutenant und Captain befördert und schied 1840 aus dem Armeedienst aus.
Graham wurde 1830 erstmals ins britische Unterhaus gewählt. Von 1830 bis 1832 war er Abgeordneter für das County Dunbartonshire, von 1852 bis 1857 für das Borough Grantham und von 1858 bis 1865 für das County Herefordshire.
1867 heiratete er seine Nichte dritten Grades Hon. Harriet Anne Dashwood (1823–1884), Witwe des George Dashwood (1820–1863) und Tochter des William Bateman-Hanbury, 1. Baron Bateman. Die Ehe blieb kinderlos.